# Dioscorea rosei
Dioscorea rosei är en enhjärtbladig växtart som beskrevs av Reinhard Gustav Paul Knuth. Dioscorea rosei ingår i släktet Dioscorea och familjen Dioscoreaceae. Inga underarter finns listade i Catalogue of Life.